# Joi Baba Felunath
Joi Baba Felunath (Bengalisch: জয় বাবা ফেলুনাথ, jay bābā phelunāth; übersetzt: etwa Heil Baba Felunath) ist ein indischer Familienfilm von Satyajit Ray aus dem Jahr 1978.

## Handlung
Der Film spielt in Varanasi. Im Haus der bengalischen Familie Ghoshal ist kurz vor Durga Puja ein Bildhauer mit der Schaffung einer Durgastatue beauftragt. Er erzählt dem kleinen Jungen Ruku Geschichten aus der indischen Mythologie. Zu Umanath Ghoshal, dem Vater Rukus, kommt Maganlal Meghraj, ein gewissenloser Kunsthändler, um eine wertvolle, mit Edelsteinen besetzte, nepalesische Ganeshstatuette zu erwerben. Er bietet bis zu 30.000 Rupien, die Umanath gut gebrauchen könnte, für die Statuette seines Vaters Ambika Ghosal. Umanath erklärt sie jedoch für unverkäuflich. In der folgenden Nacht wird bei Ambika Ghosal eingebrochen; die Statuette ist am nächsten Morgen verschwunden.
Der Detektiv Feluda macht mit seinem Assistenten und Cousin Tapesh und seinem Freund Lal Mohan Ganguly, dem Kinderbuchautor Jotayu, in Varanasi Urlaub. Sie mieten sich in ein Hotel ein und bewohnen ein Zimmer gemeinsam mit einem Bodybuilder. Im selben Hotel wohnt auch der Sadhu Machlibaba, der an den Ghats am Ufer des Ganges religiöse Sitzungen mit reichlicher Besucherschar abhält.
Feluda und seine Freunde nehmen den Sadhu bei seiner „Arbeit“ in Augenschein, als auch Maganlal Meghraj mit seinem Boot auf dem Fluss herangefahren kommt und schließlich eine Gabe vor Machlibaba niederlegt. Von dem ebenfalls erscheinenden Umanath Ghoshal wird Feluda mit der Aufklärung des Diebstahls der Ganeshstatuette beauftragt. Bei einem Besuch im Hause Ghoshal lassen sich die drei über den Vorfall berichten. Ruku entpuppt sich nebenbei als Kenner der Abenteuergeschichten Jotayus.
Durch einen Telefonanruf werden Feluda, Jotayu und Tapesh zum Haus des Maganlal Meghraj eingeladen und dieser versucht, sie von der weiteren Detektivarbeit abzuhalten. Ein Schuss auf Felu aus dem Hinterhalt und die Nötigung Jotayus als Zielscheibe für einen Messerwerfer zu dienen, sollen eine Warnung sein. Bei der Durchsuchung des Raumes von Machlibaba entdeckt Felu eine Pistole, einen falschen Bart und Perücken.
Nach einem Mord am Bildhauer, bestätigt Ruku bei einem Besuch Feludas bei Ghoshal, den Besuch Maganlals bei seinem Vater belauscht, und mit seinem Großvater beschlossen zu haben, die Statuette im Maul des Löwen (Durgas Reittier) der Durgastatue zu verstecken, wo sie jedoch nicht mehr ist. Sie stellen den mit im Hause wohnenden arbeitslosen Bikash, der gesteht, den Ganesh vom Bildhauer erhalten und ihn zu Maganlal gebracht zu haben.
Feluda lädt seine Freunde zum Ashram Machlibabas und sie kommen in Sadhuverkleidung und warten. Maganlal Meghraj kommt mit seinem Boot. Als er dem Sadhu ein Geschenk darbringt, richtet dieser eine Pistole auf ihn – es ist Feluda in Sadhukleidung. Die Polizei nimmt Maganlal Meghraj fest. Feluda bringt die Ganeshstatuette zu Ghoshal zurück.
Nachdem er den Anwesenden gezeigt hat, wie einfach es ist, die Statuette wieder zu stehlen, konfrontiert er den Großvater mit der Behauptung diese sei nur 1.000 Rupien wert und ist eine Kopie. Ambika ist vom Scharfsinn Feludas beeindruckt und bestätigt den Verbleib der Originalfigur bei seiner Bank.

## Hintergrund
Dieser Familienfilm ist nach Sonar Kella bereits die zweite Verfilmung Rays einer seiner eigenen Geschichten um den Detektiv Feluda. Der Titel des Films lässt sich schlecht ins Deutsche übertragen: „joi“ ist eine Begrüßungsformel von Sadhus (in etwa Heil!), und Felunath eine Abänderung des Namens Feluda zu einem typischen Sadhu-Namen. Er hat Ähnlichkeit zu dem bekannten und auch heute noch mit Prozession und Joi-Rufen in Kolkata verehrten Baba Lokenath.
Joi Baba Felunath wurde am 5. Januar 1979 veröffentlicht.

## Auszeichnung
- National Film Award als Best Children’s Film, New Delhi, 1978
- Best Feature Film, Hong Kong Film Festival, 1979